# Novoukrainka, Berezivka
Novoukrainka (în ucraineană Новоукраінка) este un sat în comuna Konopleane din raionul Berezivka, regiunea Odesa, Ucraina.

## Demografie
Componența lingvistică a localității Novoukrainka
     Ucraineană (85,71%)
     Română (7,14%)
Conform recensământului din 2001, majoritatea populației localității Novoukrainka era vorbitoare de ucraineană (85,71%), existând în minoritate și vorbitori de găgăuză (7,14%) și română (7,14%).